# Boerhavia
Boerhavia L. – rodzaj roślin z rodziny nocnicowatych (Nyctaginaceae Juss.). Według The Plant List w obrębie tego rodzaju znajduje się 105 gatunków o nazwach zweryfikowanych i zaakceptowanych, podczas gdy kolejnych 18 taksonów ma status gatunków niepewnych (niezweryfikowanych). Występuje naturalnie od klimatu tropikalnego do umiarkowanego ciepłego całego świata. Gatunkiem typowym jest B. diffusa L. Rośliny z tego rodzaju często uważane są za chwasty, lecz niektóre gatunki mają zastosowanie w lecznictwie lub jako warzywo. 

## Morfologia
PokrójRośliny jednoroczne lub byliny.
LiścieNaprzeciwległe, dymorficzne, pojedyncze, całobrzegie.
KwiatyPromieniste lub dwustronnie symetryczne, obupłciowe, zebrane w wiechy, rozwijają się w kątach pędów lub na ich szczytach. Mają 4 lub 5 zrośniętych działek kielicha, tworząc kielich o dzwonkowatym lub lejkowatym kształcie. Płatków jest 2–8. Zalążnia jest górna, jednokomorowa.
OwoceCechą charakterystyczną jest owoc zwany antokarpem. Mają kształt od buzdyganowego do odwrotnie jajowatego lub odwrotnie piramidalnego.

## Systematyka

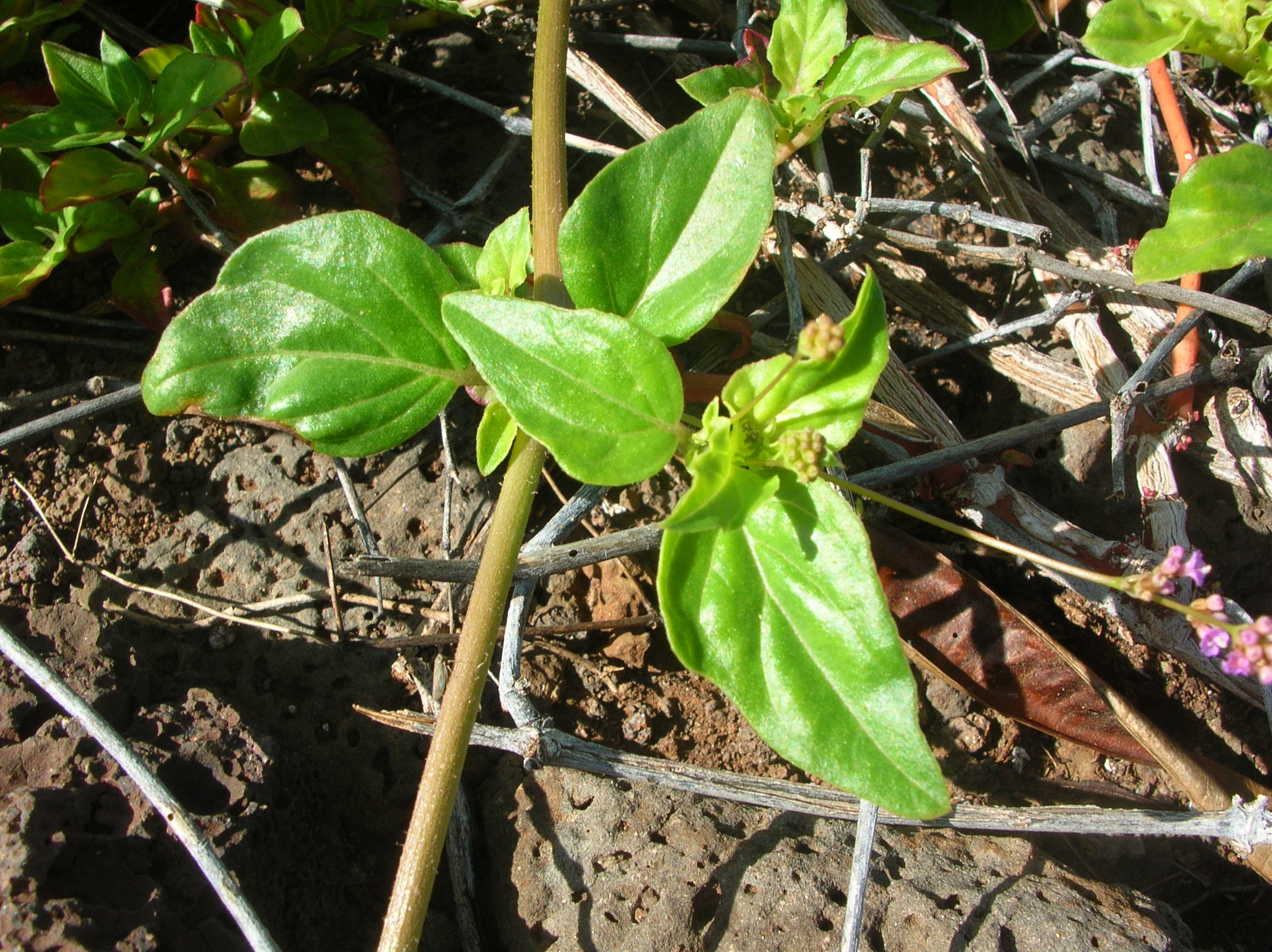
Boerhavia acutifolia

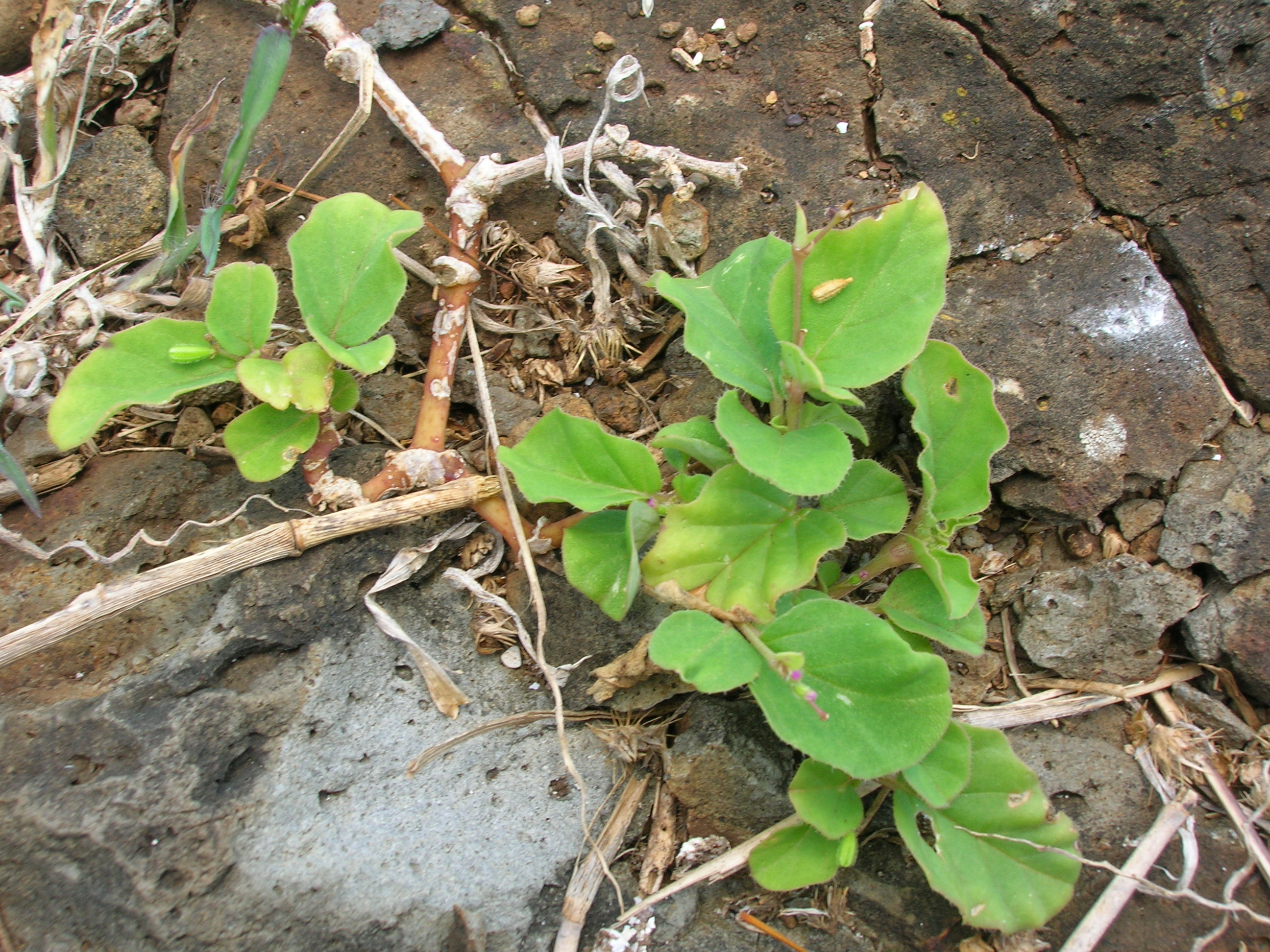
Boerhavia coccinea

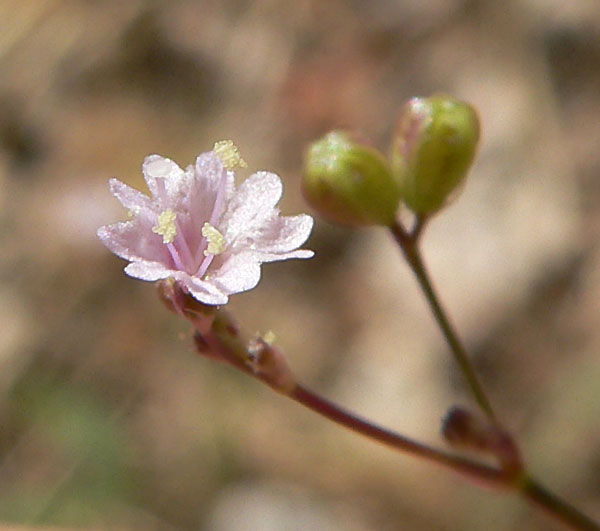
Boerhavia coulteri

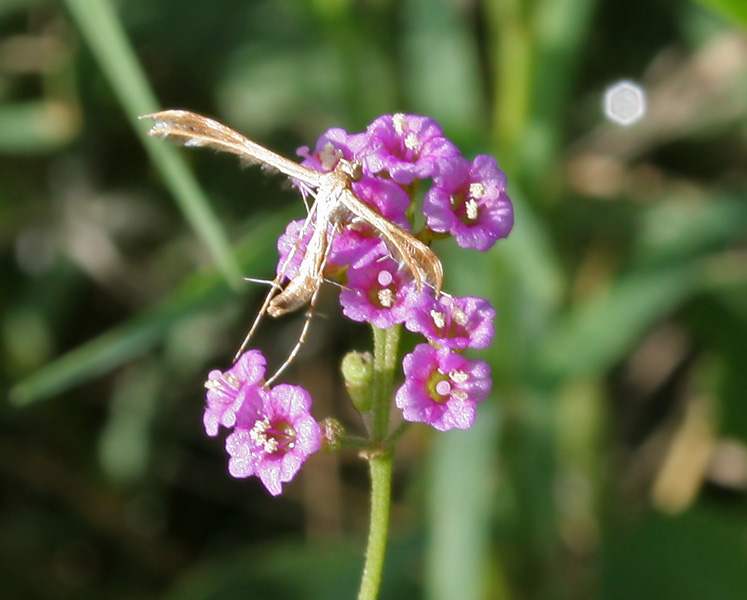
Boerhavia diffusa

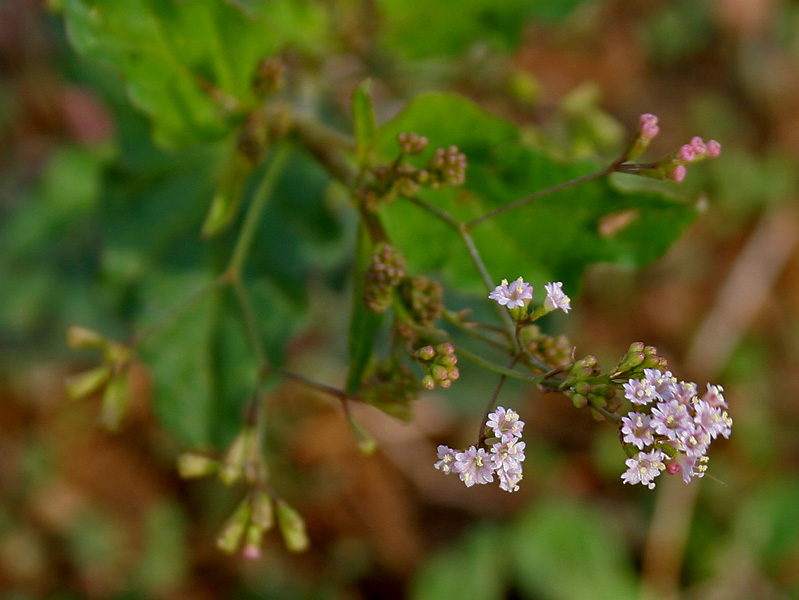
Boerhavia erecta

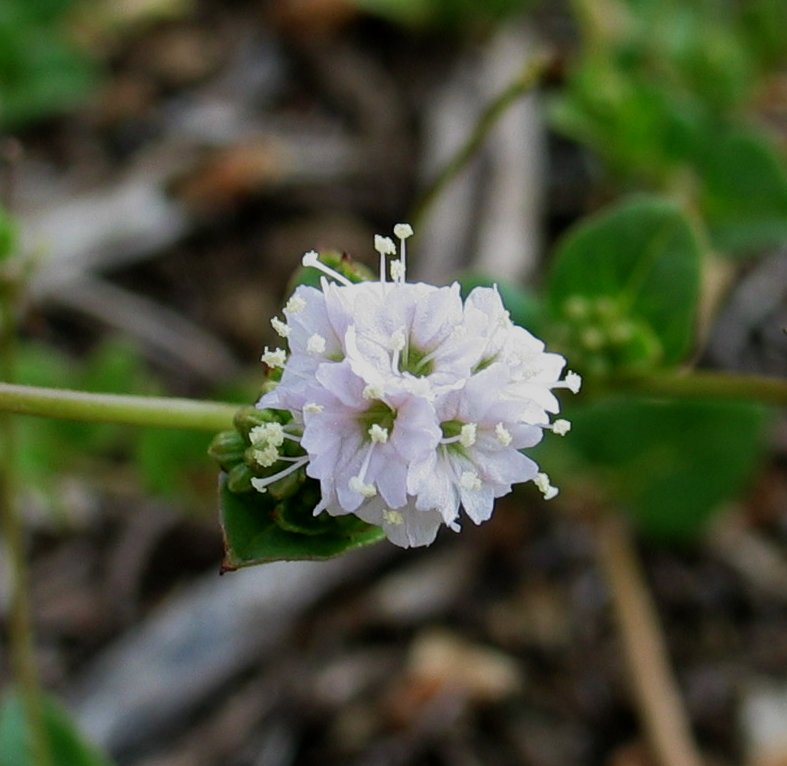
Boerhavia repens

Pozycja według APweb (aktualizowany System APG IV z 2016)Należy do rodziny nocnicowatych (Nyctaginaceae), rzędu goździkowców (Caryophyllales) w obrębie dwuliściennych właściwych.
Lista gatunków
| - Boerhavia acutifolia (Choisy) J.W.Moore - Boerhavia africana Lour. - Boerhavia alamasona Rose - Boerhavia alata S.Watson - Boerhavia albiflora Fosberg - Boerhavia ambigua (Meikle) Govaerts - Boerhavia angustifolia L. - Boerhavia anisophylla Torr. - Boerhavia arabica (Meikle) Govaerts - Boerhavia australis (Meikle) Govaerts - Boerhavia boissieri Heimerl - Boerhavia bracteosa S.Watson - Boerhavia brandegeei (Standl.) Govaerts - Boerhavia burbidgeana Hewson - Boerhavia capitata (Choisy) Heimerl - Boerhavia chinensis (L.) Rottb. - Boerhavia chrysantha Barneby - Boerhavia ciliata Brandegee - Boerhavia coccinea Mill. - Boerhavia cordobensis Kuntze ex Heimerl - Boerhavia coulteri (Hook.f.) S.Watson - Boerhavia crassifolia (Heimerl) Govaerts - Boerhavia crispa F.Heyne ex Hook.f. - Boerhavia crispifolia Fosberg - Boerhavia decipiens (Meikle) Govaerts - Boerhavia deserticola Codd - Boerhavia diandra L. - Boerhavia dichotoma Hochst. ex Walp. - Boerhavia diffusa L. - Boerhavia discolor Kunth - Boerhavia elegans Choisy - Boerhavia erecta L. - Boerhavia fallacissima Heimerl ex Schinz - Boerhavia fistulosa Fosberg - Boerhavia gardneri Hewson - Boerhavia glabrata Blume - Boerhavia glandulosa Andersson - Boerhavia gracillima Heimerl - Boerhavia graminicola Berhaut - Boerhavia grandiflora A.Rich. - Boerhavia greenwayi (Meikle) Govaerts - Boerhavia heimerlii Vierh. - Boerhavia helenae Roem. & Schult. - Boerhavia herbstii Fosberg - Boerhavia hereroensis Heimerl - Boerhavia heronensis Govaerts - Boerhavia hiranensis (Thulin) Govaerts - Boerhavia hirsuta L. - Boerhavia hitchcockii Standl. - Boerhavia hualienense S.H. Chen & M.J.Wu - Boerhavia hualienensis Shih H.Chen & M.J.Wu - Boerhavia lantsangensis (D.Q.Lu) Govaerts - Boerhavia lateriflora Standl. | - Boerhavia libyca Pomel - Boerhavia linearifolia A.Gray - Boerhavia litoralis Kunth - Boerhavia maculata Standl. - Boerhavia megaptera Standl. - Boerhavia mista (Thulin) Govaerts - Boerhavia montana (Miré, H.Gillet & Quézel) Govaerts - Boerhavia mutabilis R.Br. - Boerhavia octandra S.Watson - Boerhavia organensis Standl. - Boerhavia paludosa (Domin) Meikle - Boerhavia parviflora (Thulin) Govaerts - Boerhavia patula Dombey ex Vahl - Boerhavia pedunculosa A.Rich. - Boerhavia pentandra Burch. - Boerhavia periplocifolia Comm. ex Vahl - Boerhavia pilosa (Heimerl) Govaerts - Boerhavia plicata Bojer - Boerhavia plumbaginea Cav. - Boerhavia procumbens Banks ex Roxb. - Boerhavia pulchella Griseb. - Boerhavia punarnava Saha & K.H.Krishnam. - Boerhavia purpurascens A.Gray - Boerhavia ramosissima (Thulin) Govaerts - Boerhavia raynalii (J.-P.Lebrun & Meikle) Govaerts - Boerhavia reniformis Chiov. - Boerhavia repens L. - Boerhavia repleta Hewson - Boerhavia rosei Standl. - Boerhavia rufopilosa Kuntze - Boerhavia scandens L. - Boerhavia schinzii Heimerl ex Schinz - Boerhavia schomburgkiana Oliv. - Boerhavia simonyi Heimerl & Vierh. ex Vierh. - Boerhavia sinuata (Meikle) Greuter & Burdet - Boerhavia sonorae Rose - Boerhavia spicata Choisy - Boerhavia squarrosa Heimerl - Boerhavia stellata Bojer - Boerhavia stenocarpa Chiov. - Boerhavia tarapacana Phil. - Boerhavia tetrandra G.Forst. - Boerhavia transvaalensis Gand. - Boerhavia traubae Spellenb. - Boerhavia triquetra S.Watson - Boerhavia tsarisbergensis Govaerts - Boerhavia tuberosa Lam. - Boerhavia verbenacea Killip - Boerhavia virgata Kunth - Boerhavia weberbaueri Heimerl - Boerhavia wrightii A.Gray - Boerhavia xantii S.Watson |

## Zastosowanie
Choć rośliny z tego rodzaju często uważane są za chwasty, to niektóre gatunki mają zastosowanie w lecznictwie lub jako warzywo. Gatunek Boerhavia diffusa ma działanie przeciwrobacze i jest zjadany przez dziki w Indiach.